# ぷみぷみVEE
『ぷみぷみVEE』は、2022年12月2日からTOKYO MXで23時30分から放送されていたバラエティ番組である。またエムキャスでも同時に無料配信が行われていた。

## MC
マツモトクラブ

## 放送リスト
| 回         | 出演者 | 放送日         | 出典    |
| 1          | 音門るき、トゥルシー・ナイトメア、雛星あいる、ミュウ・ガルシア、糶、るみなす・すいーと                               | 2022年12月2日  | [ 1 ]   |
| 2          | 蒼宮よづり、亞生うぱる、るみなす・すいーと、九条林檎、桜鳥ミーナ、言のハ                                             | 2022年12月9日  |         |
| 3          | 言のハ、偉雷アマエ、北白川かかぽ、トゥルシー・ナイトメア、秋雪こはく、白粉いと                                       | 2022年12月16日 |         |
| 4          | 雛星あいる、日和ちひよ、亞生うぱる、ゆりかわゆん、糶                                                                 | 2022年12月23日 |         |
| 5          | 音門るき、九条林檎                                                                                                   | 2022年12月30日 | [ * 1 ] |
| 6          | 桜鳥ミーナ、ミュウ・ガルシア、白粉いと、亞生うぱる、ゆりかわゆん                                                     | 2023年1月6日   |         |
| 7          | マル・ナナモナ、ヒトシロ・イツキ、カガセ・ウノ、アルバ・セラ、カシ・オトハ、桜鳥ミーナ                               | 2023年1月13日  |         |
| 8          | ミュウ・ガルシア、糶、北白川かかぽ、秋雪こはく、るみなす・すいーと、九条林檎                                         | 2023年1月20日  | [ 5 ]   |
| 9          | 音門るき、糶、るみなす・すいーと、言のハ、偉雷アマエ、日和ちひよ                                                     | 2023年1月27日  |         |
| 10         | 九条林檎、トゥルシー・ナイトメア、桜鳥ミーナ、蒼宮よづり、白粉いと、北白川かかぽ                                     | 2023年2月3日   | [ 6 ]   |
| 11         | 九条林檎、ミュウ・ガルシア、亞生うぱる、日和ちひよ、トゥルシー・ナイトメア、秋雪こはく                               | 2023年2月10日  |         |
| 12         | 雛星あいる、偉雷アマエ、秋雪こはく、蒼宮よづり PRISM Project所属タレント（星降いく、時守あおい、伊吹めの、辺銀ピナ） | 2023年2月17日  |         |
| 13         | 渡辺隆(錦鯉)、音門るき、トゥルシー・ナイトメア、雛星あいる、蒼宮よづり、偉雷アマエ                                   | 2023年2月24日  |         |
| 14         | 音門るき、トゥルシー・ナイトメア、雛星あいる、桜鳥ミーナ、渡辺隆 (錦鯉)                                              | 2023年3月3日   |         |
| 夏の特別編 | |                |         |
| 前編       | ぷみぷみVEE 特別編～スイカサマー～                                                                                   | 2023年8月4日   | [ 7 ]   |
| 前編       | 雨庭やえ、月白累、黒燿リラ、音門るき、トゥルシー・ナイトメア、日和ちひよ、ミュウ・ガルシア                           | 2023年8月4日   | [ 7 ]   |
| 後編       | ぷみぷみVEE 夏の特別編～メロンサマー～                                                                               | 2023年8月11日  | [ 7 ]   |
| 後編       | 音門るき、秋雪こはく、白粉いと、トゥルシー・ナイトメア、言のハ、月白累、[VEEプロデューサー]渡辺タスク                | 2023年8月11日  | [ 7 ]   |

## スタッフ
制作：ドキドキファクトリー
製作：ソニー・ミュージックエンタテインメント、VEE